# Heliophorus bakeri
Heliophorus bakeri är en fjärilsart som beskrevs av Evans 1927. Heliophorus bakeri ingår i släktet Heliophorus och familjen juvelvingar. Inga underarter finns listade i Catalogue of Life.